# Hiéroglyphe égyptien R18

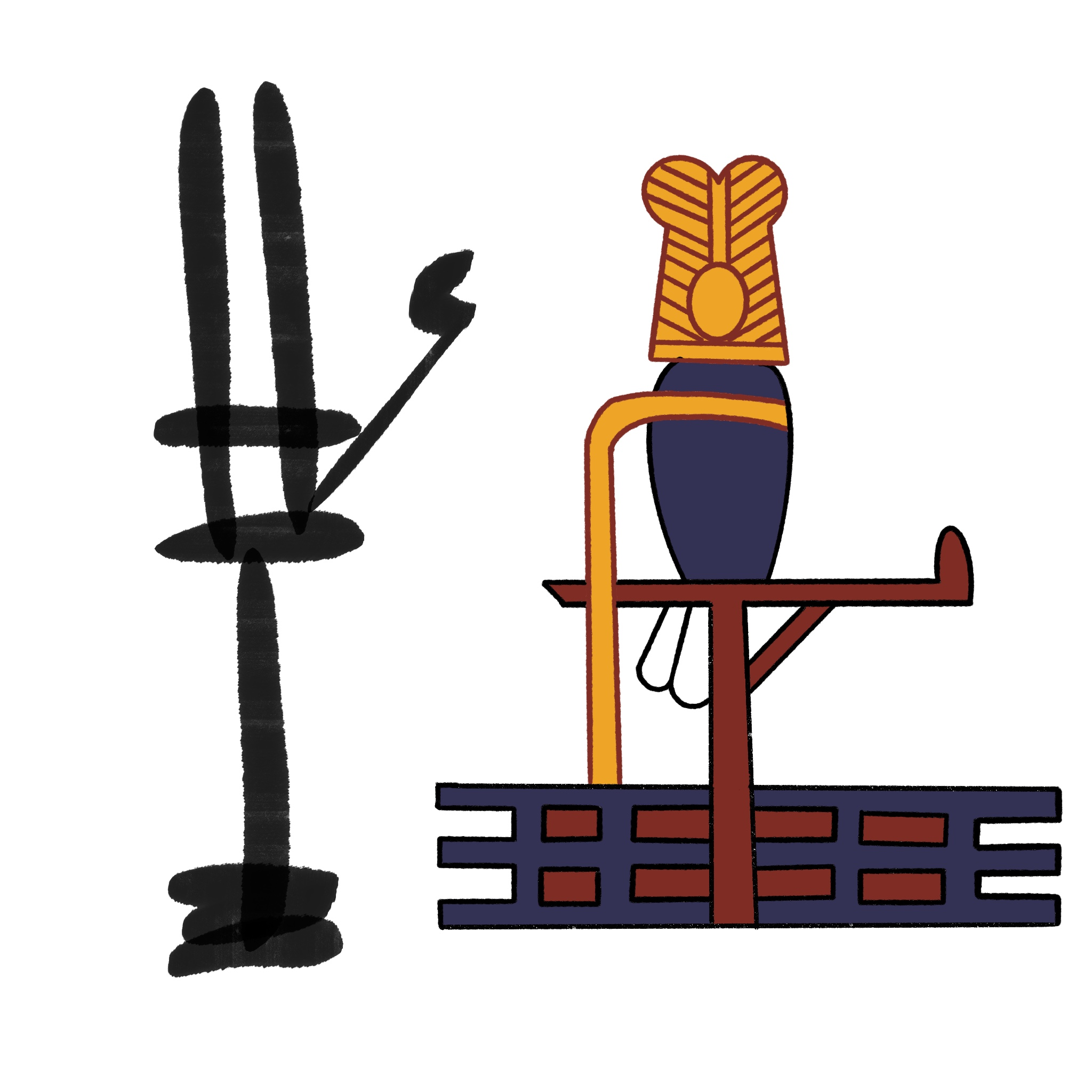
Version hiératique et hiéroglyphique

Le reliquaire d'Osiris sur terre irriguée en hiéroglyphes égyptiens, est classifié dans la section R « Mobilier cultuel et emblèmes sacrés » de la liste de Gardiner ; il y est noté R18.

## Représentation
Il représente la combinaison entre le reliquaire abydénien de la tête d'Osiris (hiéroglyphe R17) sur un terrain irrigué (hiéroglyphe N24) formant une variante à la combinaison classique des noms de nomes qui voudrait que R17 soit posé sur un pavois (hiéroglyphe R12). Il est translittéré Tȝ-wr.

## Utilisation
| R18 | / | N17 | wr · r | R18 |

| R18 | / | N17 | wr · r | R18 |

| R17 |

| R17 |

| N24 |

| N24 |

| N24 |

| N24 |

| R17 |

| R17 |